# Права школа чисте земље
Права школа чисте земље (јап. 浄土真宗, Џодо-шиншу, у преводу Права суштина учења о чистој земљи), познатија под синонимом Ико-секта (јап. 一向宗, Ikkō-shū) је будистичка секта настала у Јапану средином 13. века издвајањем из Школе чисте земље.

## Историја
Оснивач секте био је монах Шинран (1173-1262), који је проповедао да нема идеолошке разлике између свештеника и верника. Верници или ученици (монто) ове секте  сматрали су да су сви људи духовно једнаки, и да је најпростији сељак једнако близак спасењу као и најученији свештеник. Једина дужност верника била је искрена вера и често понављање једне једине молитве познате као Намбутсу (јап. 南無阿弥陀仏, Наму Амида Бутсу, у преводу Приклањам се Буди Бесконачном). Од почетка заснована на популистичким идејама и привлачна за сиромашне и потлачене, ова секта лако је ухватила корен међу потлаченим јапанским сељацима у провинцијама, али је такође изазвала непријатељство традиционалних будистичких свештеника и храмова у градовима, који су у њој видели напад на своја права и поседе. 

### Ико-ики
Међутим, док се конзервативнија и умеренија Школа чисте земље ограничавала на духовну равноправност и спасење свих људи одласком у рајску Чисту земљу на западу после смрти, Права школа чисте земље отишла је корак даље, тражећи и друштвену равноправност и једнакост свих људи пред законом, из чега је произилазило право верника да се свим средствима бране од неправде. Секта је доживела врхунац у периоду грађанских ратова током ере Сенгоку (1467-1600), када су се њени најватренији припадници из редова сељака наоружали и удружили у заједнице познате као Ико-ики (јап. 一向一揆) у преводу Савез Истомишљеника или Устанак Посвећених, како би се одупрли насиљу зараћених великаша који су пустошили њихова села. Проповедник Ренјо (1415-1499), који је после Онинског рата (1467-1477) протеран из Кјота од стране монаха са планине Хиеи (који су припадали традиционалној секти Тендај) и нашао уточиште међу верницима у провинцији Кага, подигао је 1488. устанак верника против владавине самураја и после крвавих борби заузео читаву провинцију. По први пут у јапанској историји једна провинција била је у рукама сељака и ситних земљопоседника: крајем 15. века овај устаничко-верски покрет (познат као Ико-Ики) раширио се из провинције Кага и учврстио се у више провинција, борећи се за независност против локалних великаша. Главна упоришта покрета била су Нагашима у провинцији Изе и храм Хонганђи у Осаки, са низом слободних села и варошица у провинцијама која су била под заштитом локалних храмова и брањена војском наоружаних верника. Устаничко-верски савези у провинцијама били су један од најопаснијих противника Оде Нобунаге у његовим ратовима за уједињење Јапана: Нобунагин рат против Ико-Икија трајао је пуних 10 година (1570 - 1580).